# Jerome Narcisse
Jerome Jordon Narcisse (ur. 16 marca 1987) – kajmański koszykarz, uczestnik Mistrzostw Karaibów w Koszykówce mężczyzn 2011.
W 2011 roku wziął udział w Mistrzostwach Karaibów, gdzie reprezentacja Kajmanów zajęła ostatnie, 9. miejsce. Podczas tego turnieju wystąpił w czterech meczach, w których zdobył dwadzieścia punktów (był czwartym najlepiej punktującym zawodnikiem swojej drużyny). Zanotował także trzy asysty, osiem przechwytów, jedenaście zbiórek defensywnych i jedenaście zbiórek ofensywnych. Ponadto miał także osiem fauli. W sumie na parkiecie spędził około 76 minut.